# Xã Taymouth, Michigan
Xã Taymouth (tiếng Anh: Taymouth Township) là một xã thuộc quận Saginaw, tiểu bang Michigan, Hoa Kỳ. Năm 2010, dân số của xã này là 4.520 người.